# Крёйтер, Карл
Карл Крёйтер (англ. Karl Kraeuter; 22 декабря 1897 — 1 апреля 1986) — американский скрипач.
Внук Германа Крёйтера (1834—1918), перебравшегося в США из Германии в 1856 году и работавшего органистом и хормейстером в различных церквях штата Огайо. В 1913 году поступил в Институт музыкального искусства в Нью-Йорке, учился у Ганса Летца (скрипка), Франца Кнайзеля (камерный ансамбль) и Перси Гетшуса (композиция), окончив курс в 1921 году.
На протяжении долгих лет выступал в ансамбле со своей сестрой, виолончелисткой Филлис Крёйтер. Первоначально их дуэт дополняла до фортепианного трио ещё одна сестра, Леонора (1901—1976), ученицей Гастона Детье и Джеймса Фрискина. После того, как Леонора Крёйтер оставила исполнительскую карьеру, партию фортепиано в составе трио исполняли Уиллард Макгрегор, затем в 1943 году Рудольф Грюн, в послевоенные годы Грант Джоханнесен и наконец Митчел Эндрюс (1930—2021). Совместные выступления брата и сестры Крёйтеров продолжались вплоть до 1964 года, когда Филлис Крёйтер погибла в автокатастрофе, в которой Карл также получил серьёзные повреждения. Спорадически Крёйтер выступал и с сольными программами, вызывая скорее положительные отзывы. Кроме того, в 1934 году Крёйтер выступал в составе Элшуко-трио.
В 1926—1941 гг. преподавал в Джульярдской школе, на рубеже 1940—1950-х гг. был председателем ассоциации выпускников. По завещанию оставил именную стипендию для учеников школы.
Крёйтеру принадлежит аранжировка «Десяти венгерских народных песен» Белы Бартока для скрипки и виолончели.